# رينديرا
رينديرا (Rindera) هو جنس من النباتات المزهرة التي تنتمي إلى الفصيلة البوراجينية (الحمحمية).

## الاسم
اسم جنس رينديرا هو تكريم لفرانز أندرياس ريندر (1714-1772)، وهو طبيب روسي ألماني المولد الذي اكتشف هذا النبات في جبال الأورال. تم وصفه ونشره لأول مرة في مصنّف "Reise Russ" سنة 1771.

## النطاق
موطنه الأصلي هو شمال غرب أفريقيا (الجزائر)، وجنوب شرق وشرق أوروبا (اليونان، وشرق أوروبا روسيا، ورومانيا، وأوكرانيا) إلى غرب ووسط آسيا (أفغانستان، بلغاريا، إيران، العراق، كازاخستان، قيرغيزستان)، وشبه جزيرة القرم ولبنان وسوريا ومنغوليا وشمال القوقاز وروسيا وطاجيكستان وتركيا وتركمانستان وأوزبكستان ومقاطعة شينجيانغ في الصين.

## الأنواع المعروفة
الأنواع المعروفة من جنس رينديرا (حسب موسوعة حدائق النباتات الملكية (كيو)):
- Rindera alaica
- Rindera albida.
- Rindera austroechinata
- Rindera bunge
- Rindera caespitosa
- Rindera cetineri
- Rindera coechinata
- Rindera cristulata
- Rindera dumanii (تم اكتشافه عام 2004 في تركيا)[5]
- Rindera echinata
- Rindera ferganica
- Rindera fornicata
- Rindera glabrata
- Rindera graeca[6]
- Rindera gymnandra
- Rindera holochiton
- Rindera korshinskyi .
- Rindera kuhitangica
- Rindera kuramensis .
- Rindera lanata
- Rindera media
- Rindera neubaueri
- Rindera oblongifolia
- Rindera ochroleuca.
- Rindera oschensis
- Rindera regia.
- Rindera schlumbergeri
- Rindera tetraspis .
- Rindera tianschanica
- Rindera tschotkalensis
- Rindera umbellata